# 名護東道路
名護東道路（なごひがしどうろ）は、沖縄県名護市字伊差川から沖縄県名護市字許田に至る国道58号の地域高規格道路。また、伊差川から数久田に至る延長6.8 km（キロメートル）が名護東道路として事業化されており、暫定2車線で自動車専用道路として全線供用されている。全線暫定供用後は4車線化が引き続き事業中である。

## 概要
- 起点 : 沖縄県名護市字伊差川（伊差川IC）
- 終点 : 沖縄県名護市字数久田（数久田IC）
- 総延長 : 6.8 km
- 規格 : 第1種第3級
- 車線数 : 4車線（暫定2車線で供用中）
- 幅員
  - 一般部 - 20.500 m（完成時）、9.750 m（暫定時）
  - トンネル部 - 9.500 m（1期線）、8.500 m（2期線）
  - 橋梁部 - 9.750 m（1期線・2期線）
  - 車線幅員 - 3.500 m
- 設計速度 : 80 km/h[2]

名護東道路南端の数久田ICから沖縄自動車道北端の許田IC間を自動車専用道路に改良して供用することが検討されていた。この検討の1つであった道の駅許田前の信号交差点の廃止については、世冨慶IC - 数久田IC間開通と同時に実施され、数久田IC - 許田IC間の国道58号現道をノンストップ走行することが可能となっている。
また名護東道路北端の伊差川ICから、本部方面または国頭方面への延伸も構想されており、このうち本部方面への延伸について検討調査が行われている。

## インターチェンジなど
- 全区間沖縄県名護市内に所在。
- 下記の記号は右記の通り。IC : インターチェンジ

| IC 番号 | 施設名   | 接続路線         | 起点から の距離 | 備考 |
| ------- | -------- | ---------------- | --------------- | ---- |
|         | 伊差川IC | 国道58号（現道） | 0.0             |      |
|         | 世冨慶IC | 国道329号        | 4.2             |      |
|         | 数久田IC | 国道58号（現道） | 6.8             |      |

## 歴史
- 1994年（平成6年）12月16日 : 計画路線指定。
- 1997年度（平成9年度） : 事業化[4][1]。
- 1999年度（平成11年度） : 用地着手[4][1]。
- 2001年度（平成13年度） : 着工[4][1]。
- 2012年（平成24年）3月30日 : 伊差川IC - 世冨慶IC間延長4.2 kmが暫定2車線で開通[4]。
- 2021年（令和3年）7月31日 : 世冨慶IC - 数久田IC間延長2.6 kmが暫定2車線で開通。これにより名護東道路事業区間が全線開通[4][6]。

## 路線状況

### 主要構造物
| 構造物名称           | 延長    | 区間                | 備考 |
| -------------------- | ------- | ------------------- | ---- |
| 大北高架橋           |         | 伊差川IC - 世冨慶IC |      |
| 名護大北トンネル     | 1,976 m | 伊差川IC - 世冨慶IC |      |
| 幸地川橋             |         | 伊差川IC - 世冨慶IC |      |
| 幸地又トンネル       | 1,170 m | 伊差川IC - 世冨慶IC |      |
| 世冨慶トンネル       | 557 m   | 世冨慶IC - 数久田IC |      |
| 数久田高架橋         |         | 世冨慶IC - 数久田IC |      |
| 数久田トンネル       | 1,121 m | 世冨慶IC - 数久田IC |      |
| 数久田ICオンランプ橋 |         | 世冨慶IC - 数久田IC |      |